# Va li

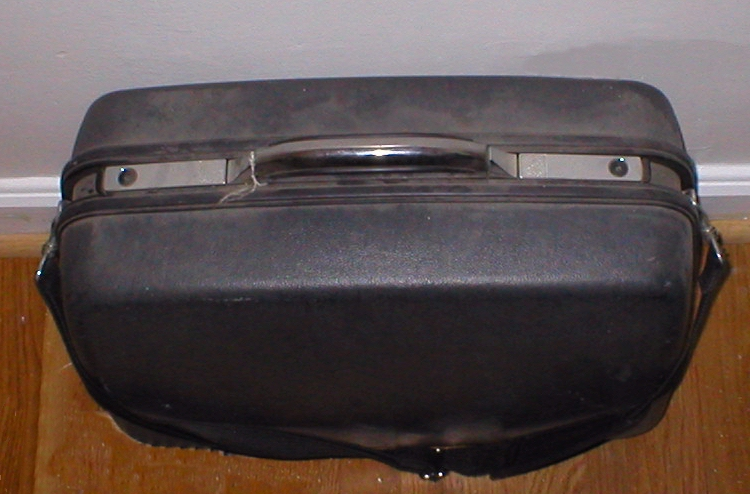
Một va li thông thường.

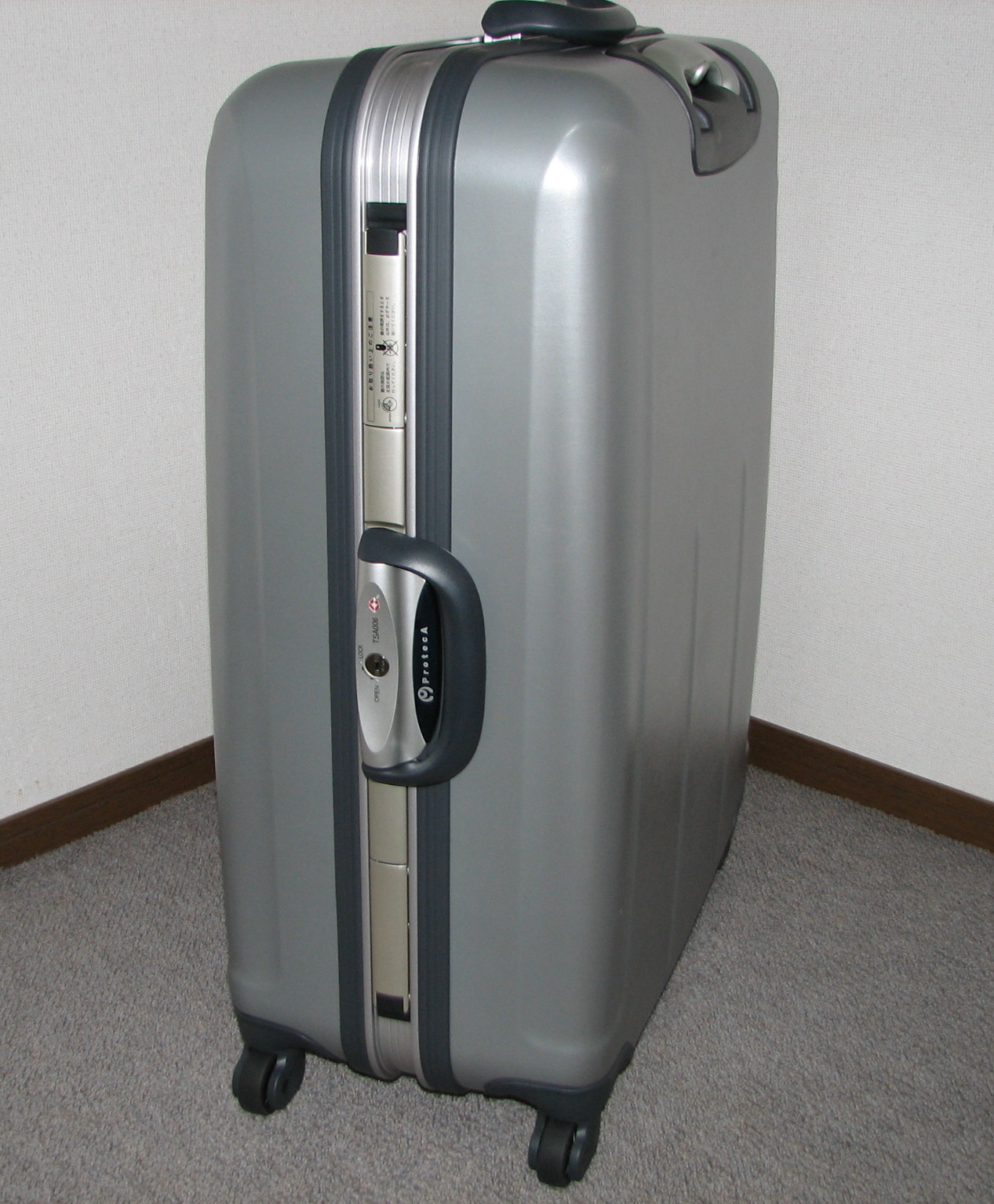
Một va li kéo thông thường.

Va li (bắt nguồn từ từ tiếng Pháp valise /valiz/) là một loại túi dùng để chứa hành lý. Nó thường khá phẳng, có dạng hình hộp chữ nhật với góc tròn hoặc vuông, có thể làm bằng kim loại, nhựa cứng, vải, vinyl hay da thuộc - miễn là đủ bền để giữ cho hình dáng của va li không bị biến dạng nhiều. Nó có một tay cầm ở một mặt và thường được dùng để chứa quần áo và các vật dụng khác trong các chuyến đi xa. Va li đóng mở bằng khớp bản lề tương tự như cửa và có thể được khóa bằng khóa ổ hay khóa mã số.

## Lịch sử
Ban đầu, lớp vỏ va li được chế tạo từ len, vải lanh, sau đó da thuộc cũng trở thành một vật liệu thông dụng. Lớp vỏ này được dùng để bao ngoài lớp vỏ gỗ của va li, hoặc thậm chí nó là lớp vỏ duy nhất của những loại va li có thể xếp gọn được. Thật ra, rất khó mà thống kê hết tất cả các loại vật liệu được dùng để chế tạo va li. Giống như các sản phẩm tiêu dùng khác, vật liệu dùng để chế tạo va li thay đổi theo thời gian. Len, gỗ, da thuộc, kim loại, nhựa, sợi tổng hợp và ngay cả vật liệu tái chế đều là (hoặc từng là) những nguyên liệu thông dụng trong sản xuất va li. Trong thời kỳ vận tải bằng xe hàng, các rương hàng từng là một dạng hàng hóa vận chuyển thông dụng. Quá trình chuyên chở không hề êm ái vì vậy các hàng hóa cần phải bền chắc và ít vỡ. Việc các va li ngày càng trở nên ít cồng kềnh hơn dường như có liên quan trực tiếp đến những tiến bộ trong ngành giao thông vận tải.

## Cấu tạo
Loại va li chắc khỏe nhất thường được làm bằng gỗ và có lớp vỏ bọc rất cứng chắc cũng như có khả năng chống thấm. Đường nối giữa các phần của va li có thể được dán lại với nhau hay khâu lại bởi những sợi nilông có độ bền cơ học cao. Nói chung các khâu lại với nhau vali giữ lên theo thời gian so với việc xây dựng dán và có một khóa hoặc chốt
Các va li hiện đại được gắn thêm các bánh xe nhỏ, nhờ đó người dùng có thể kéo lê nó trên đường mà không phải xách; tay cầm của loại này có thể cố định hoặc kéo dài/thu ngắn/xếp gọn lại được. Hiện nay va li được xem như là một loại hành lý.
Một loại "va li" nhỏ hơn, cứng chắc hơn, chuyên dùng để đựng hồ sơ hay giấy tờ được gọi là cặp đựng hồ sơ.

## Biến thể
Một số va li có thể bao hàm tay cầm có thể thu ngắn hay kéo dài theo cơ chế ống lồng cùng với các bánh xe, chúng được gọi là va li kéo. Các va li kéo thường có hai bánh xe gắn cố định nằm cùng mặt phẳng với tay cầm.